# Euskaltel

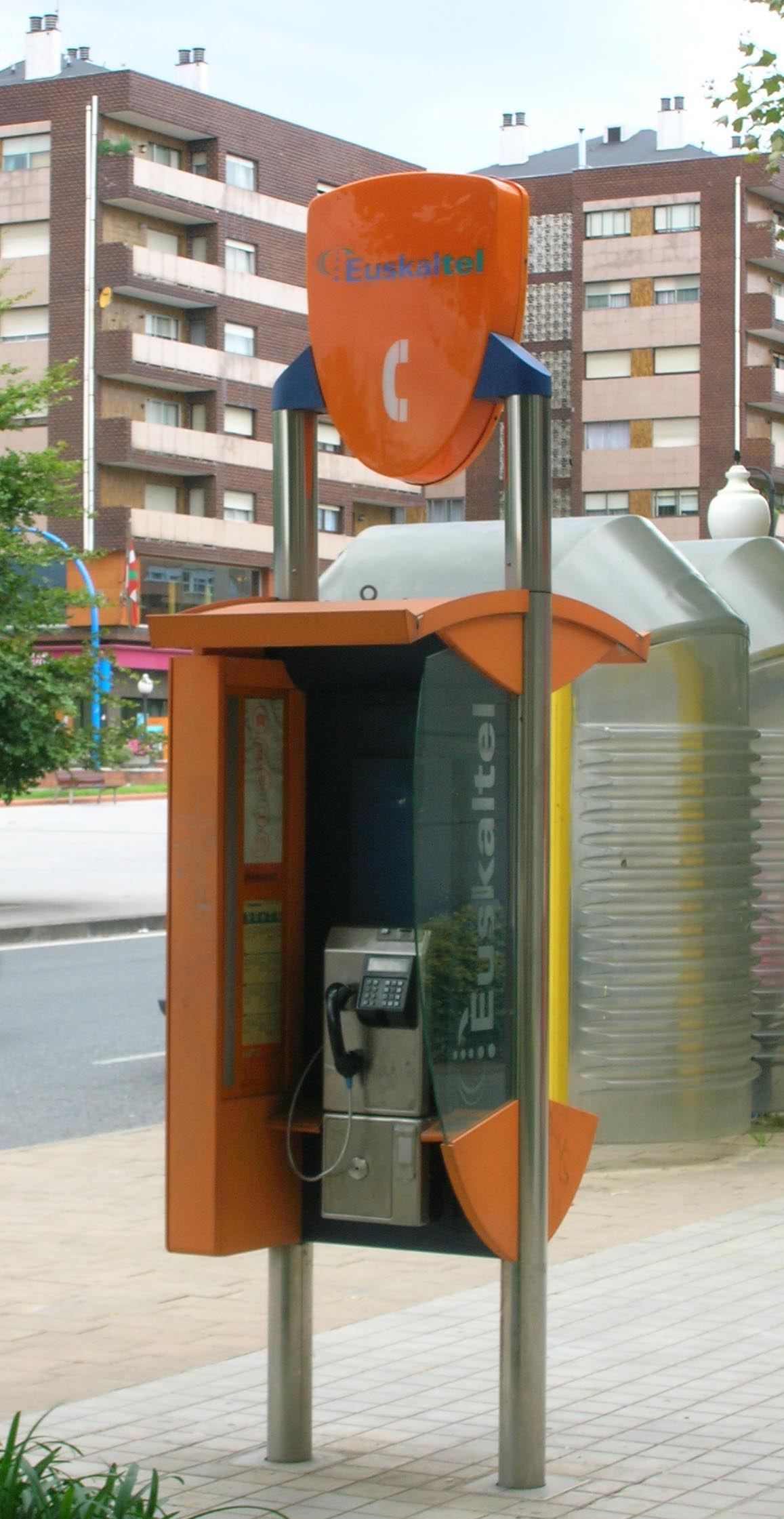
Telefonzelle von Euskaltel

Euskaltel ist ein baskisches Telekommunikationsunternehmen. Es bietet in der autonomen Region Baskenland in Spanien Dienstleistungen wie Festnetz-Telefonie, Mobiltelefonie, Internetzugang und Kabelfernsehen an. Das Unternehmen wurde 1997 gegründet. Die Rechtsform der Firma ist eine spanische Aktiengesellschaft.
Bis Ende 2006 hatte Euskaltel im Mobilfunk ein Abkommen mit Amena (jetzt Orange), ab 2007 arbeitet das Unternehmen als virtueller Mobilfunkanbieter des Vodafone-Netzes.
Präsident von Euskaltel war der ehemalige baskische Ministerpräsident José Antonio Ardanza.
Des Weiteren war Euskaltel Sponsor des Radsportteams Euskaltel-Euskadi.